# Mocta Douz
Mocta Douz est une commune de la wilaya de Mascara en Algérie.

## Géographie

### Situation
| Marsat El Hadjadj (Wilaya d'Oran) | ?          | Fornaka (Wilaya de Mostaganem); Sidi Abdelmoumen |
| Alaïmia                           | Mocta Douz | Sidi Abdelmoumen                                 |
| Ras El Aïn Amirouche              | Bou Henni  | Mohammadia                                       |

Cette localité de l’Ouest algérien, est située à 8 km au nord-ouest de Mohammadia, sur le chemin de wilaya (départementale) n °6 pour se rendre à Sig (à 17 km) via Bou Henni (à 5 km).

## Routes
La commune de Mocta Douz est desservie par la route nationale : RN11 (route d'Oran).